# 小行星6981
小行星6981（6981 Chirman）是一颗绕太阳运转的小行星，为主小行星带小行星。该小行星于1993年10月15日发现。

## 轨道参数
小行星6981的轨道半长轴为2.6740659 UA，离心率为0.154。